# Мёртвая вода
Мёртвая вода́ — вид воды, распространённый в преданиях и мифах народов мира. В восточно- и западнославянских сказках волшебная вода, по своим качествам противопоставленная «живой» воде, с которой она обычно составляет взаимодополняемое единство. С одной стороны, «мёртвая» вода способна умерщвлять или превращать в камень любое живое существо, с другой – она необходима, чтобы срастить расчленённые части тела погибшего героя перед его последующим оживлением с помощью «живой» воды. «Мёртвая» вода восстанавливает отрубленные конечности, залечивает раны, возвращает зрение.
Оживление убитого и изувеченного героя в сказке представлено как двухступенчатый процесс, в котором «мёртвая» и «живая» вода выполняют разные функции: «мёртвая» вода восстанавливает первоначальную целостность телесной оболочки, а «живая» возвращает телу жизнь.  Так, например, чтобы оживить мёртвого хозяина, волк из сказки «Иван-царевич и Серый волк» полил его сначала мёртвой водой, которая заживила смертельные раны, а потом живой водой, которая и оживила царевича. 
Гипотеза, объясняющая необходимость двух типов воды для оживления умершего, была выдвинута В. Я. Проппом, сравнившим славянские сказки с античными представлениями о двух видах воды в подземном царстве, одна из которых даёт покойнику окончательную смерть. Прежде чем воскреснуть, умерший должен пройти обряд погребения, аналогом которого, по мнению Проппа, является окропление «мёртвой» водой:

…Если высказанные здесь предположения верны, то это объясняет, почему героя сперва опрыскивают мёртвой водой, а потом живой. Мёртвая вода его как бы добивает, превращает его в окончательного мертвеца. Это своего рода погребальный обряд, соответствующий обсыпанию землёй. Только теперь он — настоящий умерший, а не существо, витающее между двумя мирами, могущее возвратиться вампиром. Только теперь, после окропления мёртвой водой, эта живая вода будет действовать.— Пропп В. Я. Исторические корни волшебной сказки, V, II (15)
Ряд исследователей (Е. Г. Рабинович, У. Майер-Барановска) соотносят «мёртвую» воду славянских сказок с напитком богов – нектаром (греч. νέκταρ – производное от индоевропейского корня *nek-, обозначающим сферу смерти) – в древнегреческой мифологии, который в своём первоначальном значении был питьём мёртвых, сохраняющим нетленность тела, в отличие от амброзии, обладающей живительной силой для души.
В славянских традициях «мёртвой» называется стоячая, мутная, грязная, ржавая, загнивающая вода (польск. martwa woda, martwica; рус. дохлая вода) в противовес быстро текущей, чистой, прозрачной воде, которая считается «живой», дающей силы и здоровье. «Мёртвой» также именуется вода, которой обмывали покойника (белорус. мертвецкие помои, чеш. mrtvá voda), а у южных славян – вообще вся вода, которая находилась в доме в момент смерти одного из членов семьи (словен. mrtva voda, voda umrlica; болг. мъртвешка вода). Такую воду нельзя пить, поскольку в неё погружалась душа умершего. После выноса покойника из дома её выливали за пределы жилого пространства и заменяли новой. У болгар термин «мъртвешка вода» также обозначал воду, которую специально ставили возле покойника на ночь, чтобы его душа могла обмыться. «Мёртвая» вода опасна для живых: она вредит здоровью людей и скота, поэтому её часто использовали во вредоносной магии. Например, на Русском Севере для порчи чужого скота брали из хлева, где он стоял, сено и бросали в «мёртвую» (стоячую, ржавую) воду, чтобы скот околел. С другой стороны, «мёртвая» вода применялась в охранительных и профилактических целях, чтобы «умертвить» предполагаемую опасность (в частности, у поляков с помощью «мёртвой» воды отгоняли воробьёв от засеянного поля).